# 廣島文理科大學
广岛文理科大学，1929年（昭和4年）4月建校，旧制日本官立大学，基础是高等师范学校。第二次世界大战末期，1945年，美国为迫使大日本帝国投降，在广岛投下原子弹，学校被烧毁。1949年改名广岛大学。

## 沿革
1929年（昭和4年）4月1日，勅令第37号颁布，学校设立。文科、理科设置。4月22日，第1回入学式举行。
1931年（昭和6年）8月6日，文理科大学（以下 文理大）高等师范学校（以下 高师）废止，文部省的学制改革案大阪毎日新闻发表。以后学内外废止反対运动，废止学校回避。10月17日，开学式举行。
1932年（昭和7年）3月7日，第1回毕业式举行（以后1940年（昭和15年）毎年3月举行）。
1933年（昭和8年）6月2日，附属临海实验所广岛县御调郡向岛西村（现尾道市）设置。
1934年（昭和9年）1月1日，附属教育博物馆开设。6月8日，新学长武部钦一任命。
1935年（昭和10年）7月1日，高师之共通「满蒙研究会」设立。
1936年（昭和11年）9月15日，「日本文化」讲义开讲。
1937年（昭和12年）4月，国体论学科目开设（翌1938年（昭和13年）2月1日全学必修共通科目化）。
1938年（昭和13年）4月1日，伦理学专攻「伦理学及国体学专攻」改称。7月25日，临海教育场丰田郡大剩村（现竹原市）设置。
1939年（昭和14年）4月1日，文学专攻支那语（中国语）学设置。6月19日，兴亚学生勤劳报国队、派遣学生生徒决定（以后1941年（昭和16年）实施）。12月7日，东洋史学研究室大陆研究室附置。
1940年（昭和15年）2月12日，广岛临时教员养成所设置（4月1日开设）。
1941年（昭和16年）12月27日，第11回毕业式举行。修业年限短缩3月。
1942年（昭和17年）9月23日，第12回毕业式举行。修业年限短缩6月。（以后1947年（昭和22年）9月实施。）
1943年（昭和18年）10月，地学科地质矿物学专攻设置。
1944年（昭和19年）8月23日，附属理论物理学研究所设置。
1945年（昭和20年）2月8日，文理大文科系学生入宫延期措置停止。6月10日，中国地方总监府文理大本馆一部接收。8月6日，广岛遭受原子弹的击中，学校被烧毁。
1946年（昭和21年）2月，国体学专攻废止。5月，文理大教员适格审査委员会设置。
1947年（昭和22年）10月24日，文部省「国立广岛综合大学设立试案申请书」提出。
1948年（昭和23年）3月31日，广岛临时教员养成所全学生毕业（1949年（昭和24年）5月31日正式废止）。
1949年（昭和24年）5月31日，国立学校设置法公布设置广岛大学。
1953年（昭和28年）3月，第23回毕业式举行。全学生毕业。
1962年（昭和37年）3月，学校被废止。

## 历任校长
历任学长为广岛高等师范学校校长兼任。
- 初代：吉田贤龙（1929年4月1日 - 1934年6月8日）
广岛高等师范学校长昇任。依愿免官退任。

- 第2代：武部钦一（1934年6月8日 - 6月）
文部省普通学务局长。
校长事务取吸：首席教授乾环（1934年6月12日 - 8月22日）。

- 第3代：塚原政次（1934年8月22日 - 1945年6月13日）
东京高等学校长教授兼任。依愿免官退任。

- 第4代：近藤寿治（1945年6月13日 - 1945年12月5日）
文部省教学局长兼教学炼成所长教授兼任。依愿免官退任。
学长事务取吸：首席教授铃木敏也、古贺行义（1945年12月5日 - 12月26日）。

- 第5代：长田新（1945年12月26日 - 1949年5月31日）
文理科大学教授昇任教授兼任。
学长事务取吸：女子高等师范学校长樱井役（1949年5月31日 - 1950年4月19日）

- 第6代：森戸辰男（1950年4月19日 - ）
原文部大臣。广岛大学学长（初代）之兼任。

## 著名教员
- 西晋一郎：伦理学。历史学者西顺藏父亲。
- 长田新：教育学。
- 佐藤井岐雄：生物学。
- 鱼澄惣五郎：日本史。
- 森滝市郎：伦理学。
- 小仓丰文：国文学。
- 杉本直治郎：史学家。
- 藤原武夫：1948年第38回学士院赏受赏。
- 三村刚昂：理论物理学。